# Вишки (Підляське воєводство)
Вишки (Вишкі, пол. Wyszki) — село в Польщі, у гміні Вишки Більського повіту Підляського воєводства. Населення — 344 особи (2011).

## Історія
У 1975—1998 роках село належало до Білостоцького воєводства.

## Демографія
Демографічна структура станом на 31 березня 2011 року:
|          | Загалом | Допрацездатний вік | Працездатний вік | Постпрацездатний вік |
| -------- | ------- | ------------------ | ---------------- | -------------------- |
| Чоловіки | 184     | 38                 | 121              | 25                   |
| Жінки    | 160     | 23                 | 94               | 43                   |
| Разом    | 344     | 61                 | 215              | 68                   |